# غلام سرور فایز
غلام سرور فایز (زاده ۱۳۴۹ ولسوالی آب‌کمری ولایت بادغیس) سیاستمدار افغانستان و نماینده مردم ولایت بادغیس در دوره شانزدهم پارلمان افغانستان می‌باشد. ایشان عضو کمیسیون امور عدلی و قضایی، اصلاحات اداری و مبارزه با فساد اداری، فساد اخلاقی مجلس نمایندگان افغانستان می‌باشد.

## زندگی‌نامه
غلام سرور فایز زاده ۱۳۴۹ ولسوالی آب‌کمری ولایت بادغیس می‌باشد. وی تحصیلات متوسطه خود را در یکی از مدارس دینی پاکستان خوانده و از دانشگاه الازهر کشور مصر در رشته شرعیات مدرک لیسانس و مدرک ماستری/فوق لیسانس خود را نیز در رشته حقوق عامه از دانشگاه قاهره مصر کسب کرده‌است. پس از اتمام تحصیلات به افغانستان بازگشت و در سال‌های ۱۳۷۷ تا ۱۳۷۹ در دانشگاه هرات تدریس می‌کرد. قبل از وکالت در موسسات غیردولتی فعالیت می‌کرد.

## دیگر فعالیت‌ها
- مدرس دانشگاه هرات.